# Next (banda)
Next é um grupo musical de R&B proveniente de Minneapolis, Minnesota, Estados Unidos, alcançando a maior popularidade durante a década de 1990. Eles são mais conhecidos pelo single "Too Close".

## Discografia

### Álbuns
- 1997: Rated Next[1]
- 2000: Welcome II Nextasy
- 2002: The Next Episode
- 2009: Next, Lies, & Videotape

### Singles
| Ano  | Título                     | Posição nos charts | Posição nos charts | Posição nos charts |
| Ano  | Título                     | U.S. Hot 100       | U.S. R&B           | UK Singles Chart   |
| ---- | -------------------------- | ------------------ | ------------------ | ------------------ |
| 1997 | "Butta Love"               | 16                 | 4                  | –                  |
| 1998 | "Too Close"                | 1                  | 1                  | 24                 |
| 1998 | "I Still Love You"         | 14                 | 4                  | –                  |
| 2000 | "Wifey"                    | 7                  | 1                  | 19                 |
| 2000 | "Beauty Queen"             | –                  | 48                 | –                  |
| 2002 | "Imagine That"             | –                  | 66                 | –                  |
| 2009 | "Lets Go (Featuring Mase)" | –                  |                    | –                  |